# Sue Jenner
Susan Pamela Jenner –conocida como Sue Jenner– (26 de marzo de 1960) es una deportista británica que compitió en natación. Ganó una medalla de bronce en el Campeonato Europeo de Natación de 1977, en la prueba de 200 m mariposa.

## Palmarés internacional
| Campeonato Europeo | Campeonato Europeo | Campeonato Europeo | Campeonato Europeo |
| Año                | Lugar              | Medalla            | Prueba             |
| ------------------ | ------------------ | ------------------ | ------------------ |
| 1977               | Jönköping (Suecia) | Medalla de bronce  | 200 m mariposa     |